# 密造酒

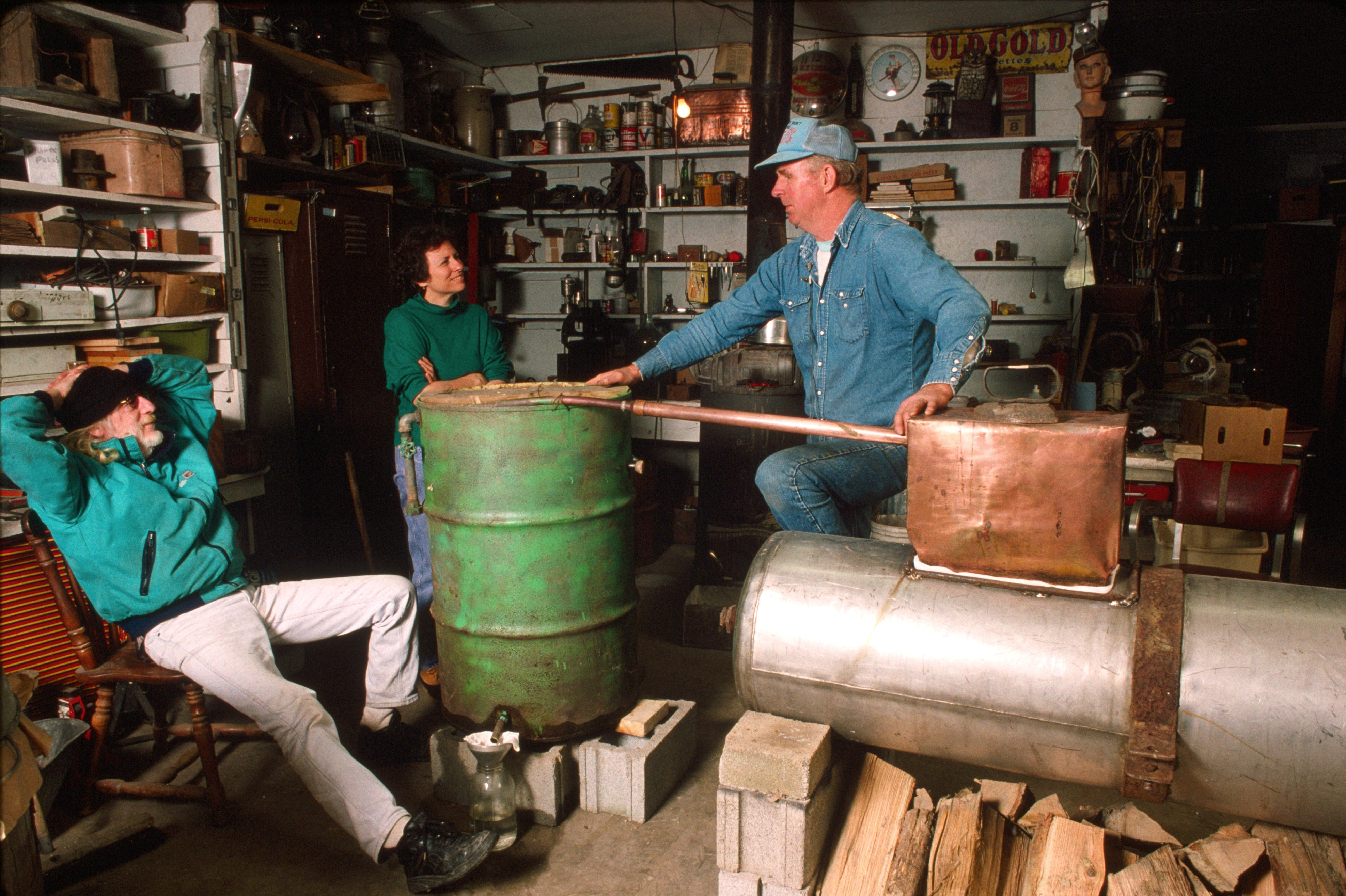
自宅のガレージに設けた設備を使って、密造酒の製造方法を説明する元密造者（写真右側）。

密造酒（みつぞうしゅ）とは、酒造を管理する法令のある社会において、公権力による管理から外れて非合法に製造されたアルコール飲料の総称である。飲酒そのものを規制する法令をくぐって酒類を提供するためのものや、酒税を脱税するために製造されたものなどが相当する。酒税確保のための規制により非合法化された自家消費用の酒類のような、中間的な類型もある。
アメリカ合衆国ではen:Moonshine（アメリカ英語:  ムーンシャイン）と呼ばれ、特にウィスキーの密造を指す場合が多い。日本では密造酒と言うと『どぶろく』を指す場合が多いなど、密造酒の品種は各国で特色がある。

## 概要
近世から近代にかけての国家の成立において、租税は国家経済の基礎となるが、特に嗜好性の強い酒類は、多くの国家で課税対象にされ、酒類の製造販売に官による許認可が必要とされた。しかし脱税のため、一般の家庭や地方コミュニティー等で自家消費する酒類の製造を、無認可で行う事が横行した。
近世ヨーロッパの歴史において、酒造の歴史は往々にして密造酒の歴史と重なる事が多い。君主政治下においては王侯・貴族が政治を私物化することも時々あったが、この中では自身の奢侈のため、酒税を始めとする嗜好品には重税を科すことも行われた。また戦争という国家の威信をかけた事業には莫大な経費がかかったが、酒税は近世において大衆から資金を広く徴収するには「非常に便利の良い」口実ともなった。これらの事情により、特に酩酊しやすい蒸留酒ほど、より高額な税収が期待され、また高い酒税率が設定された。そのため、こういった課税を回避するために造られた密造酒の多くが蒸留酒である。
一方で酒類や食品などに係る規制は、国民の健康･衛生を守る大義の面もあり、その管理の枠組みから外れた存在である密造酒は、製造販売側の過失あるいは悪意により不衛生や飲用に適さない成分（代表的なものがメチルアルコール）混入による中毒事故が度々発生している。2022年12月16日にはインドのビハール州で密造酒により37人が死亡した。
密造酒そのものが犯罪行為である以上、他のより凶悪な犯罪との結託が容易に起こり、大規模に密造・密売される場合は、犯罪組織に地元の有力者、時に地元官憲さえもが賄賂で抱き込まれている場合もある。アルコール飲料の禁止や課税が行き過ぎると、アメリカ合衆国における禁酒法のように、密造酒が地下経済に取り込まれることでマフィアの巨大利権となり、深刻な社会不安を引き起こした歴史も存在する。酒造はもともと自家レベルから出発したものであり、多少の知識と簡単な道具で製造できる部分もあるため、現在でも自家製造と消費は絶えない。こうした極小規模に密造されるものは、容易に露見することもないため、一向に摘発が進まないのも、この問題に根強く絡む部分である。

## 日本における密造酒の歴史
1875年（明治8年）、日本初の近代的な酒税法となる酒類税則の施行に伴い、日本において近代的な意味における「密造酒」と言う概念が誕生する。

### 第二次大戦前
江戸時代までは自家用酒の製造は自由であったが、1875年（明治8年）に日本初の近代的な酒税法となる酒類税則が策定された後、酒税法の整備に伴って徐々に自家用酒に対する課税および制限が強化されるようになる。1899年の時点で日本の酒の製造量の1/4を占めたという自家用酒（濁酒）の製造を即座に禁止するのは現実的ではなく、しばらくは自家用酒の製造が容認されていたが、日清戦争（1894年-1895年）後の歳入不足を補うために行われた1899年（明治32年）の増税に伴い、ついに自家用酒の製造が全面禁止された。しかし、それまで自家用酒の製造を当然としていた農村地方においては、自家用酒の製造を即座にストップすることは無く、自家用酒は密造酒として造られ続けた。この密造行為または密造酒はしばしば濁密（＝濁酒密造）と称された。
1899年当時における酒の密造は、東北、九州、山陰地方に特に多かった。1890年代においては酒税収入が国税の30%～40%を占めるという状況下において、酒の密造に対しては税務署による厳しい取り締まりが行われたが、それに対する農民の抵抗は大きく、税務属の殉職・遭難などのトラブルが頻発した。例えば、1903年（明治36年）には千葉県銚子税務署員が殉職、1908年（明治41年）には沖永良部島にて鹿児島県大島税務署の職員が殉職するなどしている。
当時の酒税法においては、税収確保の観点から零細業者の増加を防止するため、年間50石以上の製造者のみが酒税免許を得ることが可能であったため、個人による自家用酒の製造は密造となる他は無かった。そのため、税務署の指導によって村落の共同出資によって会社を設立させ、「共同製造」と言う形にして、自家用酒に対して酒税免許を与えることで密造を撲滅するという方式がとられたが、会社から濁酒の分配を受けた構成員の中に、それを元として大量の濁密の製造を行う者が続出し、かえって密造酒を広める結果となった。
1916年（大正5年）には秋田県河辺郡船岡村船岡字猫ノ沢（現大仙市協和船岡沢内）で税務署員が襲撃されるという、猫ノ沢事件が発生する。東北の貧しい田舎や山陰の山奥の村では悲惨な事件が繰り返され、「濁密地獄」と称された。
1923年（大正12年）には岩手県和賀郡湯田村（現・西和賀町湯田）にて濁密の取り締まりに当たっていた花巻税務署の税務属が住民に半殺しに遭う事件が起こっており、この事件をベースに宮沢賢治が『税務署長の冒険』（1923年）という小説を書いている。この宮沢賢治の小説を「荒唐無稽のフィクション」と考える賢治研究者もいたが、米地文夫らの研究により、この小説が実際に起こった事件をベースにしていること、当時の花巻税務署管内では村落ぐるみ・会社ぐるみで酒の密造を行っていたことや、濁酒ではなく清酒の密造が増えていたことなど、この小説が当時の花巻（作中では「ハーナムキヤ」と呼称）や湯口湯本（「ユグチュユモト」、旧：稗貫郡湯口村・湯本村、現：花巻市。実際の事件があったのは同じ岩手県の湯田村（村内には湯本という地名もある）であるが、それを花巻近郊に置き換えた）周辺の状況をかなり正確に反映していることが現在は明らかになっている（つまり、大正時代の東北地方の密造酒の実態を平成時代に宮沢賢治の研究者が明らかにした）。
当時の東北地方では「機を織ることと濁酒を造ることは娘の嫁入の資格」と唱えられており、密造酒で捕まっても恥や罪と思わず、税務署員・治安当局の人間のような風体や言動をしている人間が現れたらすぐに村中に通報する（そして袋叩きにして吊るし、燻（ゆぶし）をかける、つまり青杉葉を焚いて煙攻めにする）システムが村ぐるみで整えられていた。1921年（大正10年）における酒類等無免許製造者処分件数は3780件、このうち仙台国税局の管内における摘発が2687件。この頃が戦前の摘発件数のピークであり、その後は密造酒の摘発よりも防止に重点が置かれるようになり、住民の生活水準の向上もあって、終戦にかけて酒の密造は減少していく。

### 第二次大戦後

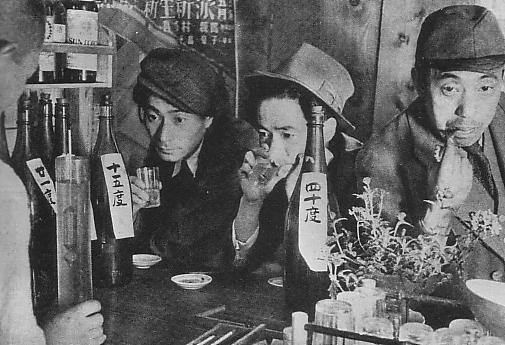
闇市の屋台でカストリ酒を飲む人々。瓶にはアルコール度数を記した札のみで中身は不明（1947年）

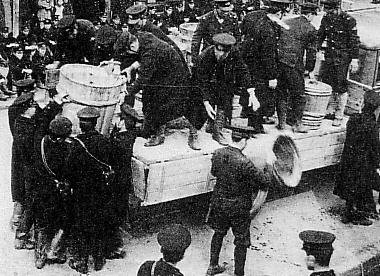
朝鮮人集落の密醸造設備を強制摘発する日本の警察官（高田ドブロク事件）

第二次世界大戦終戦直後の1945年（昭和20年）当年からメチルアルコールによる死亡者が続出した。その後も急激なインフレによる酒類の価格高騰、および酒類の生産数量の低下に伴い、密造酒の製造が盛んとなった。1947年（昭和22年）の密造酒の推定生産数量五〇万二千キロリットルに対し、正規酒類の製造場移出数量は三四万三千キロリットルと、密造酒の推定生産数量が正規酒類を遥かに上回った。社会的混乱により、闇市では密造した焼酎『カストリ酒』が公然と出回っていた。
農村部での密造に加えて、都市近郊に失職した朝鮮人を中心とする密造集団が構成された。これに対し、税務当局は全国の税務署員を動員して強力な取締体制を構築したため検挙件数は急増し、1947年（昭和22年）の検挙件数は16,968件に達した。密造集団の抵抗は大きく、1947年（昭和22年）には川崎市の密造集団の取り締まりに当たった神奈川税務署の署員が殉職する事件が起こっている（神奈川税務署員殉職事件）。密造集団の取り締まりに際しては警察や進駐軍MPの協力が得られることもあったが、税務署員が主体となることは変わらず、命を落とす者もあるなど危険であることから、1947年（昭和22年）に「財務局及び税務署に在勤する政府職員に対する税務特別手当の支給に関する法律」が施行され、取り締まりに当たる税務署員に特別手当が付くようになった。国会提出された法律案には特殊な第三国人等に対する検査調査が「政府職員が事務の執行にあたり生命又は身体に著しい危険を及ぼす恐れがある場合」にあたるとされている。
密造酒の製造は1952年（昭和27年）から1953年（昭和28年）頃までが最盛期であったが、その後は戦争直後の混乱の収束による密造集団の自覚と、税務署の指導によって密造集団が合法会社に転換するなどしたため、密造集団は昭和40年代までに消えていった。また、酒造会社の再開により合法で品質の安定した酒類が流通するようになると、粗悪なカストリ酒は消えていった。

### 現在
1953年（昭和28年）施行の酒税法により、日本において酒類製造免許がない状態でのアルコール分を1%以上含む酒類の製造は原則禁止されている。これに違反し、製造した者は酒税法第54条により10年以下の懲役又は100万円以下の罰金が科せられると同時に、製造された酒類、酒母、もろみ、原料、副産物、機械、器具又は容器を、所有者の如何に関わらず没収される。
製造免許を国税庁から交付される為には、酒類の一定量の製造が必要となる。具体的には、日本酒やビールの場合は60キロリットル以上、ウイスキーやワインの場合は6キロリットル以上であり、個人が自家消費用で製造することは不可能である。
これら規定の例外として、農学や醸造学などの研究における酒類製造は認められている。この場合、あくまで学問の自由の為に製造するものであり、「試験醸造のための製造免許」という扱いをされている。また、かつては伊豆諸島の青ヶ島（東京都青ヶ島村）において、交通の便が非常に悪い為、税務官吏が島を訪れることにより得られる酒税よりも、島を訪れることによってかかる費用の方が多かったことから野放しとされていた。これは法が想定している例外ではなく、また1984年の青ヶ島酒造合資会社設立により解消された。
酒類に水以外のものを混和する行為も酒類製造（混成酒類製造）とされるが、カクテルのように家庭や飲食店で消費直前に混ぜる場合は例外として認められている。この他に、自家消費用に、20度以上の蒸留酒に対して、酒や以下に挙げるものを混和せず、更に混和後アルコールが新たに1度以上発酵しない場合に認められている。
一 米、麦、あわ、とうもろこし、こうりやん、きび、ひえ若しくはでんぷん又はこれらのこうじ
二 ぶどう（やまぶどうを含む。）
三 アミノ酸若しくはその塩類、ビタミン類、核酸分解物若しくはその塩類、有機酸若しくはその塩類、無機塩類、色素、香料又は酒類のかす
自家製の梅酒が認められるのはこの例外による。なお2008年4月30日から、一定の要件の下に、免許がなくとも旅館や飲食店等も梅酒等が出せる特例措置が設けられた。適用を受けるためには税務署へ特例適用の申告を行う必要がある。さらに上記のとおり、日本酒やワインは20度以上の蒸留酒ではないため、たとえばサングリアなども造ることができない。
日本国内においても「ビール醸造キット」やワイン酵母などアルコール醸造に転用可能な酵母、あるいは麹などは広く販売が見られる。しかしその場合においても無免許でアルコール度数1%を越えるものは違法となる。

## 密造酒の例
ウイスキー
樽詰前のウイスキーは、穀物を発酵させて造る、僅かに麦芽乾燥に用いた燃料の香りがするだけの蒸留酒（スピリッツと呼ばれる）だが、古くはこのスピリッツを直接飲用していた。しかし密造酒ともなると、大っぴらに販売する事はおろか、それと判る状態で街道を使って運搬するだけでも摘発される危険性があったため、しばしば酒税の安い酒精強化ワインであるシェリー酒の樽に入れて運搬された。また摘発を逃れるため、何年も各地に点在した洞窟に隠される事も多く、幸か不幸かシェリー樽に詰められたスピリッツは熟成され、現在のスコッチ・ウイスキーが完成された。
なお、ウイスキーの密造が本格化した1710年代頃から、税率が大幅に引き下げられる1820年代までの間に、スコットランドで消費されたウイスキーの半分以上が密造酒であったという説もある。
禁酒法
アメリカ合衆国では、1851年から段階をおって全米各地で施行された禁酒法（アメリカ合衆国における禁酒法）により、酒類の製造・運搬・販売が禁止されたが、逆に酒類の密輸・密売に加え粗悪な密造酒が横行し、1920年代にはアル・カポネを始めとするギャング集団が大々的な密造酒の製造と密売で巨額の富を手中にするといった、芳しくない社会現象が発生した。この時、製造・密売されていたのは通称バスタブ・ジンと呼ばれる蒸留酒で、風呂桶に水を張って手製の蒸留器を沈め、これを使って蒸留された。このジンとは名ばかりの蒸留酒は、味の面でも散々であったため、味を調える意味で様々な混ぜ物が試された。カクテルの1つ、オレンジ・ブロッサムの誕生もこのことが関係していると言われている。禁酒法下での密造酒の製造過程はお世辞にも衛生的とは言えず、また消毒薬やヘアリキッドなどアルコールを含んでいるものなら何でも蒸留抽出の材料とされた結果、医薬用のメチルアルコールが混入した物まで出回るようになり、健康被害を受ける人や1,500人を超える死者が出て問題となった。禁酒法自体もその実としてざる法で、密造業者らは捕まってもすぐに釈放されていたという。
隣国のカナダでは地理的条件によって越境しての飲酒や小規模な密輸が容易であったため、密造酒よりも品質の良い正規のカナディアン・ウイスキーの需要が増加し、カナダの業者は大きな利益を得ることができた。ウィンザーにウィスキーの蒸留所を有していたハイラム・ウォーカーとシーグラムは、デトロイト川の対岸にあるデトロイトへ小型の高速船を使って容易に密輸できる状態であり、ギャングとも繋がっていた。
1920年代のアメリカ合衆国ではヨーロッパをはじめとする海外旅行者が増大したが、これは第1次世界大戦後のアメリカ・ドルの価値上昇のほか、外国では飲酒ができる（アメリカ船籍以外の旅客船に乗ってアメリカの領海を離れれば、船上のレストランやバーで早速酒を飲めた）ことも大きな動機になっていたと伝えられる。カナダ国境付近の住民は自動車で国境を越えて、酒を買い求めることも出来た。
どぶろく
どぶろく（濁酒）は清酒発生以前の、米を使った素朴な酒類で、一般家庭でも米を炊いた飯と水と麹があれば、誰にでも簡単に造ることができる。日本では明治時代に政府が、税収の3割にのぼる酒税の徴収を行うため、酒税法によって清酒の生産を厳しく管理した。しかし農村部（特に秋田県北部などの東北地方）では日常的にこれらどぶろくが造られ、家庭内で消費されていた。この摘発が難しい家庭内のどぶろく造りは昭和中期まで続き、現代に至っては「どうせ取り締まれないんだし、酒税徴収も税収のほんの一部に過ぎず、しかも洗練された清酒に比べたら、だいぶ味わいの劣る家庭生産のどぶろくが、今更酒造業界に打撃を与えるとも考えられず、これらに関しては解禁すべきではないか？」とする議論も興っている。欧州では自家生産ビールやワインが、広く農村部などで自由に愛飲されている事例もあり、同種の商業主義に寄らない家庭で消費される酒類の扱いが議論の的となっている。
サマゴン
ソビエト連邦の食事情も参照
近代以後、ロシア革命、ソ連後期の社会主義経済・配給制の崩壊、現在のロシア共和国時代に到っても幾度となく経済の混迷に見舞われてきたロシアでは、個々人がダーチャ（菜園付きセカンドハウス）等で食糧や必需品を自弁することが半ば常識化している。酒も例に漏れず、サマゴンと呼ばれる自家製蒸留酒の製造が広く行われている。製法はロシア人馴染みのウォッカの簡易版といったところで、デンプン質糖化の過程を省き、砂糖をイースト等で発酵させたもろみを、連続式蒸留器でウォッカと同じくらいのアルコール度数40度ほどに抽出するのが基本である。これにジャムやハーブ等で味付けしてリキュールにすることも多い。蒸留器具は手製されることもあるが、ごく普通に市販もされている。21世紀以後、ロシアのアルコール消費は減少を続けているとされるが、ウォッカの最低価格を2倍に引き上げる等の締めつけの結果、流通するウォッカの半分を密造が占めるとさえいわれる現状では数字の信頼性は疑わしく、ロシア人がどれほどの酒を消費し、また密造しているのかは把握不可能な状況となっている。密造以外にも、アルコールに飢えた民衆がヘアトニック等も手当たり次第飲んだというソ連時代のアネクドートに描かれた状況も相変わらずで、2016年にも入浴剤を飲んで死者70人以上を出す事案が発生しており、こうした代用酒による年間の犠牲者は1万4千人を超えるともいわれる。
北朝鮮
21世紀現在では稀に見る強硬な社会主義的統制政策を強いている北朝鮮では、法的には私企業の存在そのものが犯罪となる。そのため密造酒も国営企業の製品のボトルやラベルを模した偽造品として流通している。密造酒の常として有害成分が混入した粗悪品による中毒事故も起こっており、さらに密造と犠牲者の両方に国家要人の師弟や関係者が含まれていたとの話も出ている。

## 密造風ウィスキー
ウィスキーの熟成は密造が関係しているため、「密造」に関係する語が銘柄の名前に付けられている例も散見される。
スコッチ・ウィスキーの「オールド・スマグラー（Old Smuggler）」のスマグラーは、通常、「密輸業者」や「密輸船」を意味する英語であるが、ここで言うスマグラーとは「酒の密造者」のことである。同じくスコッチ・ウィスキーの「ポッチ・ゴー（Poit Dhubh）」とは、ゲール語で「黒いポット」を意味するが、これはウィスキーを密造していた頃に使用された、黒い蒸留器のことであり、この銘柄の瓶のラベルにはウィスキーの密造の様子が描かれている。アメリカン・ウイスキーでは「Moon」や「shine」など禁酒法時代の密造酒を連想させるブランド名の製品も登場している。
これらは当時のレシピを再現したり正式な瓶ではなくメイソンジャーに入れるなどしているが、酒造メーカーが蒸留した正規の製品である。

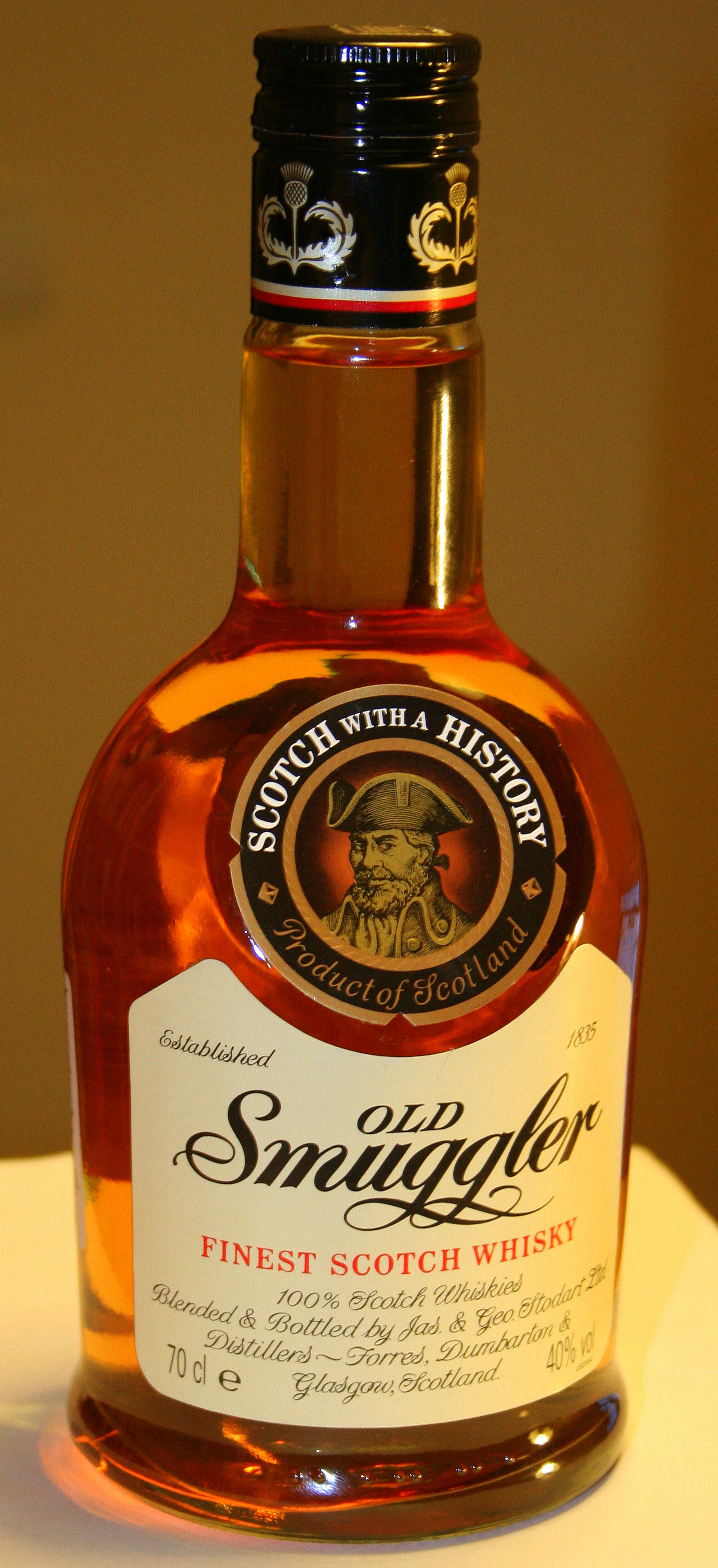
オールド・スマグラー
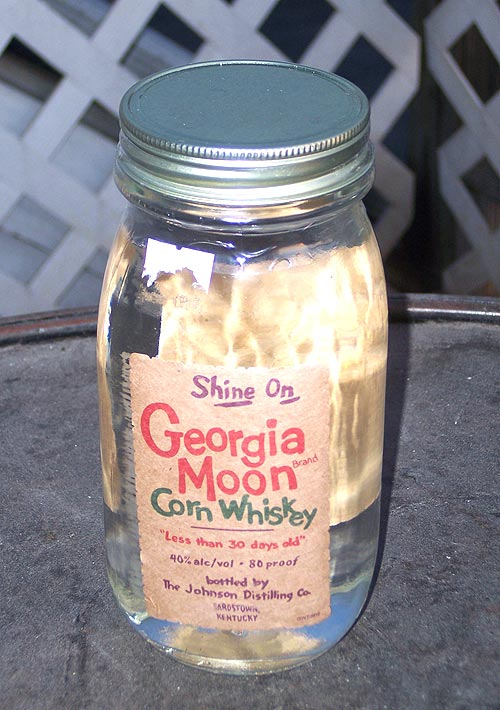
禁酒法時代の密造酒と同じく熟成を30日以内としたコーン・ウイスキーの『Georgia Moon』。ラベル上部には『shine』の文字も見える。
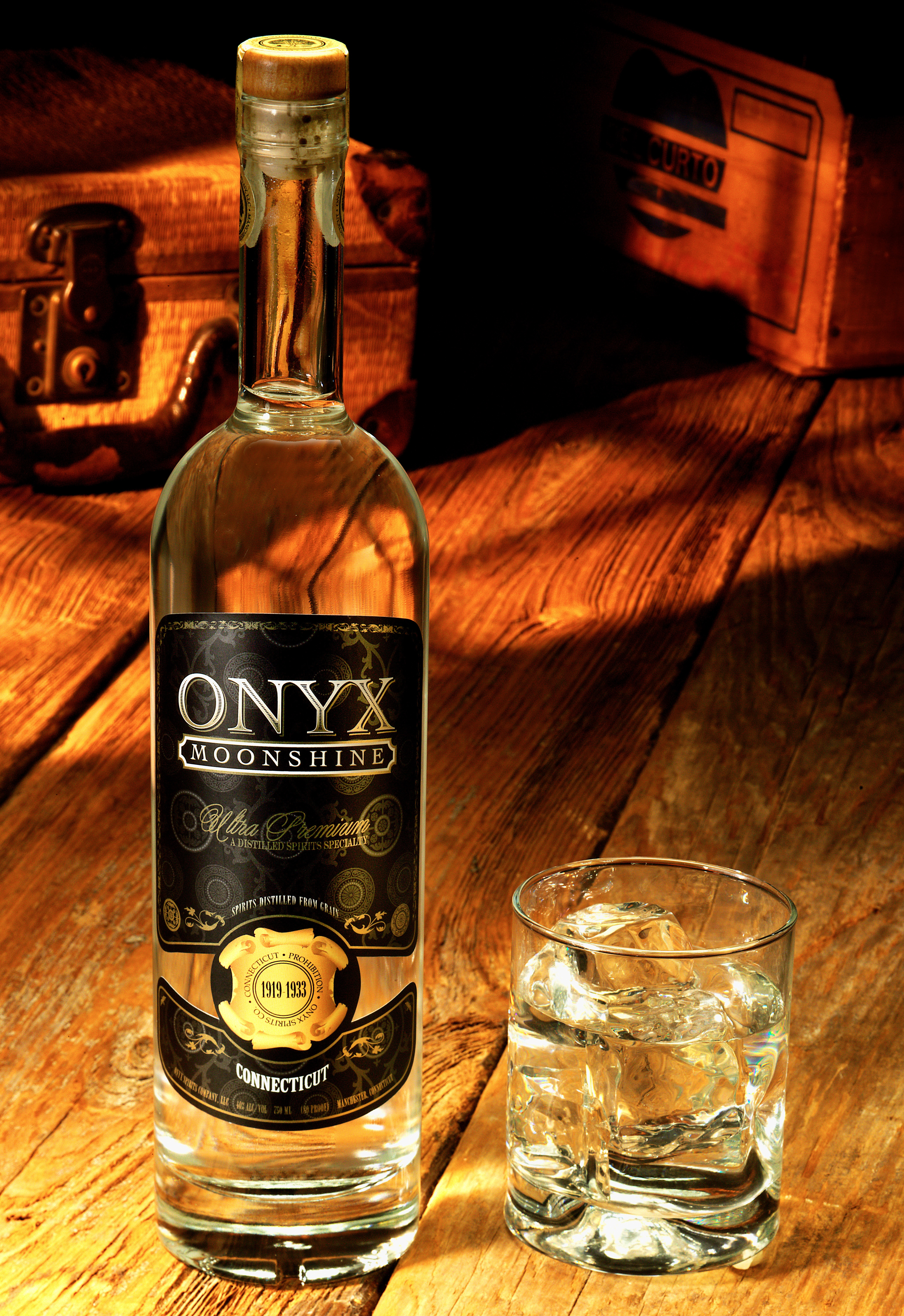
2回蒸留した後、熟成せずにボトルに詰めた『Onyx Moonshine』。